# Oleksandrivka-Druha, Ripkî
Oleksandrivka-Druha (în ucraineană Олександрівка-Друга) este un sat în comuna Klubivka din raionul Ripkî, regiunea Cernihiv, Ucraina.

## Demografie
Componența lingvistică a localității Oleksandrivka-Druha
     Ucraineană (96,67%)
     Rusă (3,33%)
Conform recensământului din 2001, majoritatea populației localității Oleksandrivka-Druha era vorbitoare de ucraineană (96,67%), existând în minoritate și vorbitori de rusă (3,33%).